# اسمي هو (أغنية)
«اسمي هو» (بالإنجليزية: My Name Is)‏ هي أغنية منفردة للرابر الأمريكي إمينيم، من ألبومه الإستديو الثاني ذا سليم شيدي إل بي. كتبها إمينيم نفسه، مع دكتور دري، ولابي سيفر. وأنتجها دكتور دري وحده. وتم إصدارها بواسطة الشركات: أفترماث للتسلية، وإنترسكوب ريكوردز، وويب للتسلية، في 25 يناير 1999. أحتلت تلك الأغنية المرتبة الـ26 علي لائحة في إتش 1 «أفضل 100 أغنية في التسعينيات»، والمرتبة السادسة علي لائحة مجلة كيو «أفضل 1001 أغنية علي الإطلاق»، والمرتبة الـ39 علي لائحة رولينغ ستون «أفضل 100 أغنية هيب-هوب في كل العصور» في أبريل 2016، وفازت بجائزة غرامي لأفضل أداء منفرد لأغنية راب في فبراير 2000.

## الجوائز والترشيحات
| السنة | المراسم                        | الجائزة                    | النتيجة |
| ----- | ------------------------------ | -------------------------- | ------- |
| 1999  | جوائز إم تي في الأغاني المصورة | أفضل فيديو لذكر            | رُشِّح     |
| 1999  | جوائز إم تي في الأغاني المصورة | أفضل فنان جديد في فيديو    | فوز     |
| 1999  | جوائز إم تي في الأغاني المصورة | أفضل إخراج في فيديو        | رُشِّح     |
| 2000  | جائزة غرامي                    | أفضل أداء منفرد لأغنية راب | فوز     |

## اللوائح
| لائحة (1999)                                               | أعلي ترتيب |
| ---------------------------------------------------------- | ---------- |
| أستراليا (أريا تشارتس)                                     | 13         |
| النمسا (أو3 النمسا توب 40)                                 | 24         |
| بلجيكا (أولتراتوب فلاندر)                                  | 33         |
| كندا (مجلة آر بي إم)                                       | 38         |
| الدنمارك (آي إف بي آي الدنمارك)                            | 13         |
| فرنسا (ا و ن ف)                                            | 68         |
| ألمانيا (التحكم بالوسائط إيه جي)                           | 37         |
| آيسلندا (القائمة الآيسلندية توب 40)                        | 3          |
| أيرلندا (ر م م أ)                                          | 4          |
| هولندا (دتش توب 40)                                        | 12         |
| هولندا (دتش الأغنية المنفردة توب 100)                      | 17         |
| نيوزيلندا (ر م إ ز)                                        | 4          |
| النرويج (في جي ليستا)                                      | 8          |
| السويد (سويرجتوبليستان)                                    | 16         |
| سويسرا (هيت باراد سويسرا)                                  | 29         |
| أغاني المملكة المتحدة المنفردة (شركة الجداول الرسمية)      | 2          |
| الولايات المتحدة بيلبورد هوت 100                           | 36         |
| الولايات المتحدة بث بديل (بيلبورد)                         | 37         |
| الولايات المتحدة هوت أغاني الآر أند بي/الهيب-هوب (بيلبورد) | 18         |
| الولايات المتحدة هوت أغاني الراب (بيلبورد)                 | 10         |
| الولايات المتحدة أغاني بوب (بيلبورد)                       | 29         |

| لائحة (1999)           | الترتيب |
| ---------------------- | ------- |
| أستراليا (أريا تشارتس) | 78      |